# Aéroport de Vágar
L'aéroport de Vágar, code IATA : FAE • code OACI : EKVG, est le seul aéroport international des îles Féroé, territoire danois autonome situé dans l'Atlantique Nord.
Construit par les Anglais au cours de la seconde Guerre mondiale, il est devenu un aéroport civil en juillet 1963. Il est aujourd'hui la base de la compagnie nationale Atlantic Airways. Depuis mai 2007, il est contrôlé directement par l'administration féroïenne et non plus par le Danemark.
La piste très courte et les conditions météorologiques souvent difficiles rendent cet aéroport inaccessible à de nombreux types d'avions. Les avions se posant à Vágar sont généralement des avions à décollage et atterrissage court, notamment de type Avro.
C'est la raison pour laquelle les A319-115 d'Atlantic Airways s'équipent d'un système sophistiqué, RNP (Required navigation performance),.

## Situation
| \| 20 km1:509 000 \| Vágar Froðba (EKFA) Kirkja (EKKU) Klaksvík (EKKV) Mykines (EKMS) Skúvoy (EKSY) Dímun (EKSR) Svínoy(EKSO) Tórshavn (EKTB) |
| 20 km1:509 000 |

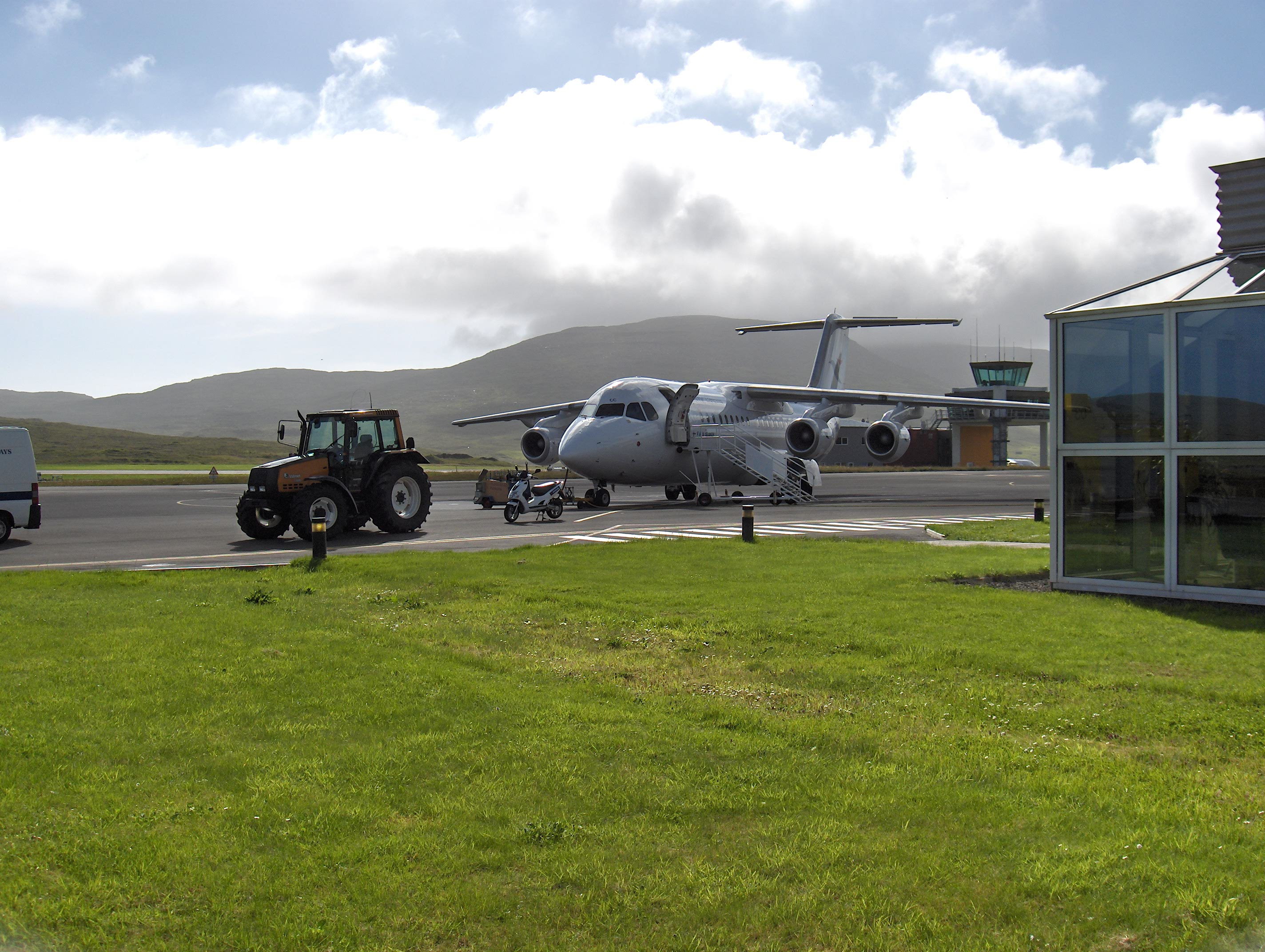
Un Avro d'Atlantic Airways sur la piste de l'aéroport de Vágar.
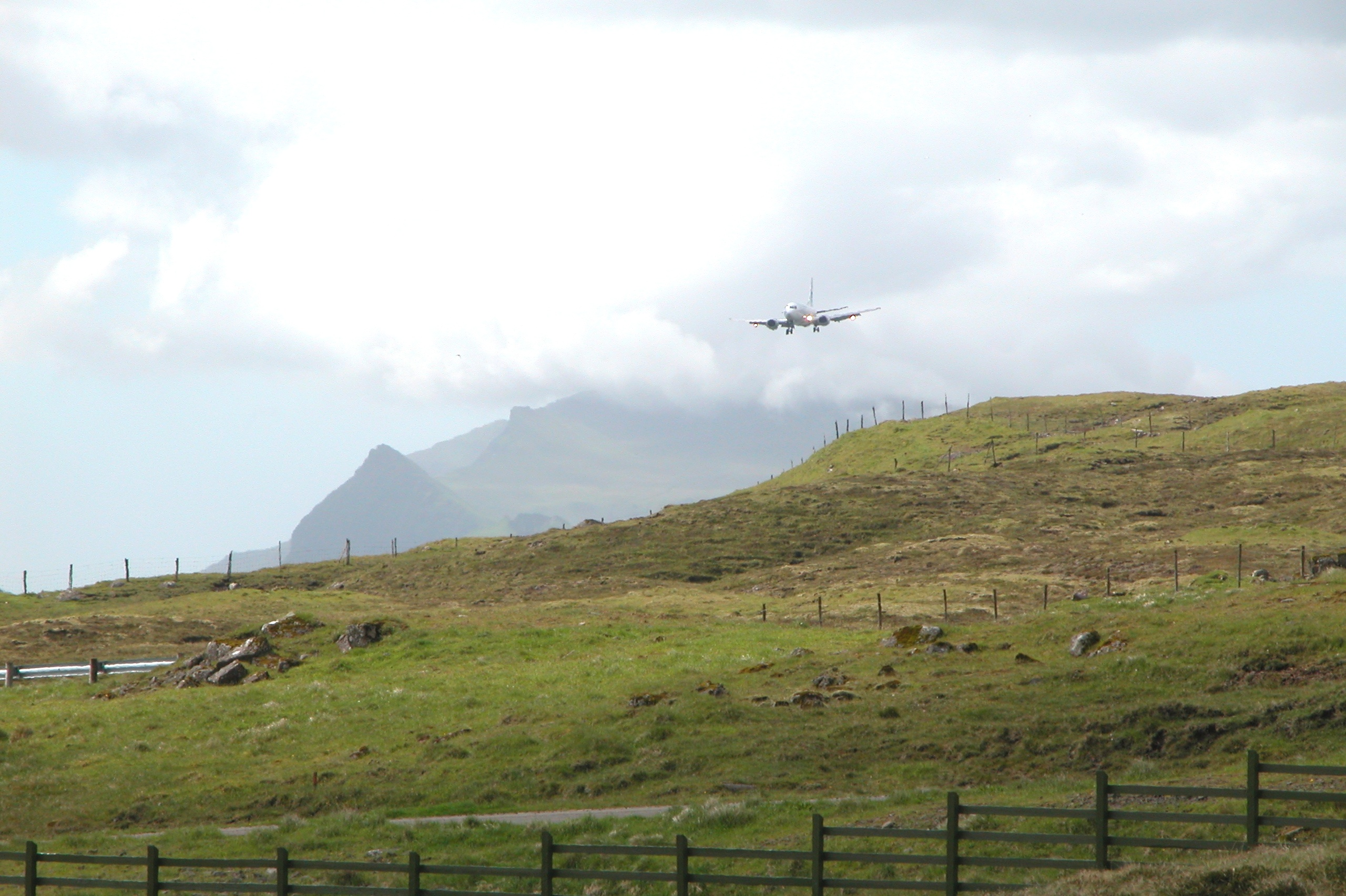
Atterrissage à Vágar.
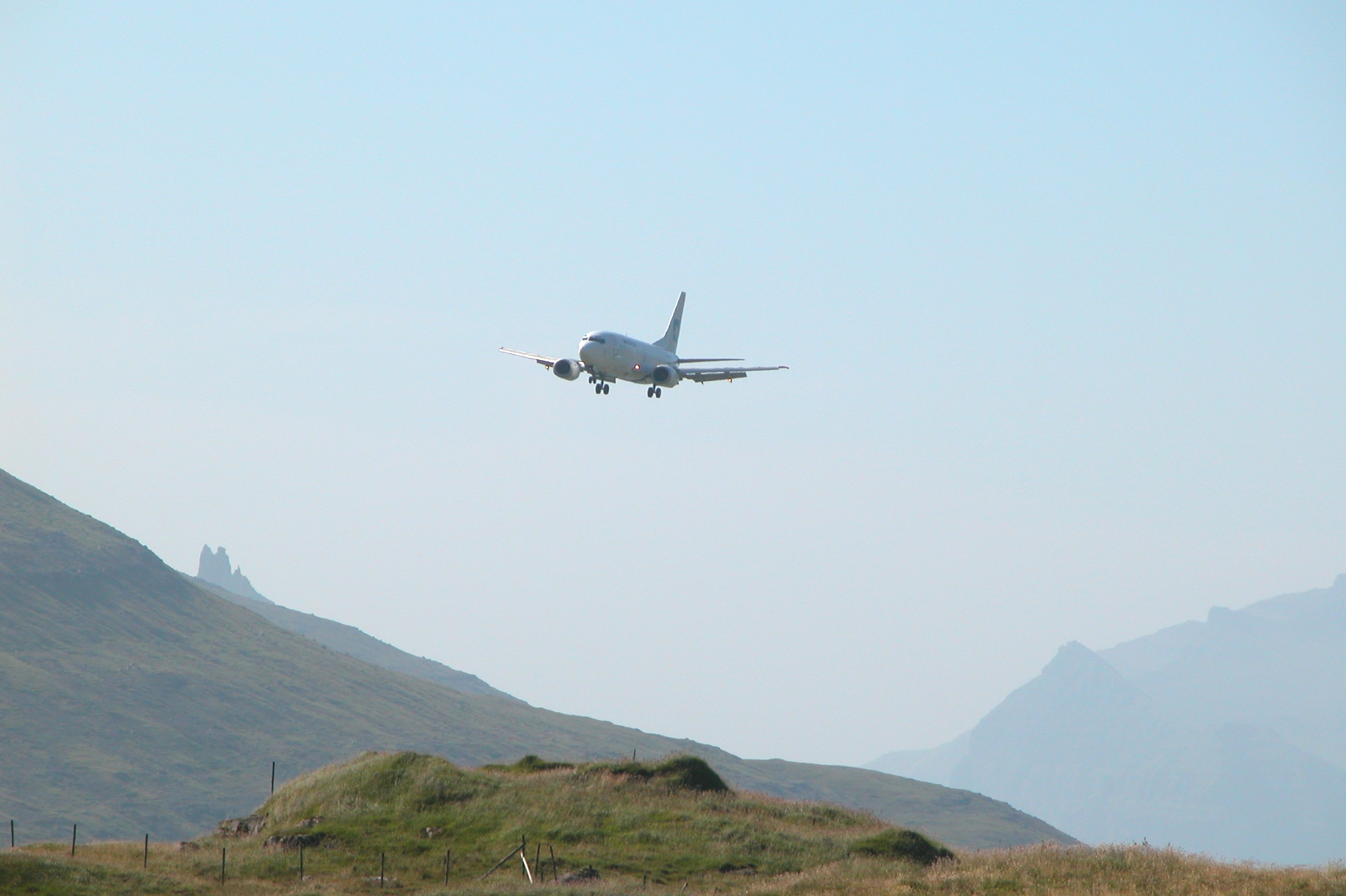
Avion s’apprêtant à atterrir à Vágar.

## Statistiques

### En graphique
Le graphique qui aurait dû être présenté ici ne peut pas être affiché car il utilise l'ancienne extension Graph, désactivée pour des questions de sécurité. Des indications pour créer un nouveau graphique avec la nouvelle extension Chart sont disponibles ici.

Voir la requête brute et les sources sur Wikidata.

### Zoom sur l'impact du Covid-19 de 2019-2020
Le graphique qui aurait dû être présenté ici ne peut pas être affiché car il utilise l'ancienne extension Graph, désactivée pour des questions de sécurité. Des indications pour créer un nouveau graphique avec la nouvelle extension Chart sont disponibles ici.

Voir la requête brute et les sources sur Wikidata.

### En tableau
| Année | Passagers |
| ----- | --------- |
| 1988  | 108 448   |
| 1990  | 92 167    |
| 1992  | 94 319    |
| 1994  | 90 945    |
| 1996  | 109 698   |
| 1998  | 121 847   |
| 2000  | 143 208   |
| 2002  | 156 895   |
| 2004  | 166 333   |
| 2006  | 208 254   |
| 2008  | 221 942   |
| 2010  | 199 988   |
| 2012  | 225 532   |
| 2014  | 250 287   |
| 2015  | 276 385   |
| 2017  | 341 388   |

## Compagnies et destinations
| Compagnies                  | Destinations |
| --------------------------- | --- |
| Atlantic Airways            | Billund, Copenhague-Kastrup, Oslo-Gardermoen, Reykjavik-Keflavík En saison : - Aalborg, - Londres-Gatwick, - Barcelone-El Prat, - Édimbourg, - Las Palmas/Gran Canaria, - Newburgh-Stewart, - Palma de Majorque, - Paris-Charles de Gaulle |
| Atlantic Airways Helicopter | - Dímun, - Froðba, - Hattarvík, - Kirkja, - Klaksvík, - Koltur, - Mykines, - Skúvoy, - Svínoy, - Tórshavn |
|                             | |
| Wideroe                     | Bergen |

Édité le 22/02/2020 Actualisé le 18/02/2023